# NordVPN
NordVPN je poskytovatel služeb osobní virtuální privátní sítě (VPN). Nabízí desktopové aplikace pro Windows, macOS a Linux, mobilní aplikace pro Android a iOS, stejně jako aplikace pro Android TV.  K dispozici je i manuální nastavení pro bezdrátové routery, zařízení NAS a další platformy. 
NordVPN sídlí v Panamě, protože tato země nemá povinné zákony o uchovávání údajů a není členem spolků Pěti očí ani Čtrnácti očí.

## Historie
NordVPN byla založena v roce 2012 „čtyřmi kamarády z dětství“, jak uvádí na svých webových stránkách. Na konci května 2016 představila aplikaci pro Android a v červnu téhož roku následovala aplikace pro iOS. V říjnu 2017 uvedla rozšíření prohlížeče pro Google Chrome. V červnu 2018 služba spustila aplikaci pro Android TV. K říjnu 2019 provozovala NordVPN více než 5200 serverů v 62 zemích.
V březnu 2019 bylo oznámeno, že NordVPN obdržela od ruských úřadů nařízení o vstupu do státem určeného registru zakázaných webových stránek, který by ruským uživatelům NordVPN zabránil v obcházení ruské státní cenzury. NordVPN údajně dostala jeden měsíc na splnění tohoto příkazu nebo hrozbu blokování ze strany ruských úřadů. Poskytovatel odmítl žádosti vyhovět a 1. dubna ukončil provoz ruských serverů. Výsledkem je, že NordVPN nadále v Rusku působí, ale její ruští uživatelé nemají přístup k místním serverům.
V září 2019 NordVPN oznámila uvedení VPN řešení pro firmy nazvaného NordVPN Teams. Je zaměřeno na malé a střední podniky, vzdálené týmy a profesionály na volné noze, kteří potřebují zabezpečený přístup k pracovním prostředkům.
V prosinci 2019 se společnost NordVPN stala jedním z pěti zakládajících členů nově vytvořené iniciativy 'VPN Trust Initiative', která slibuje podporu bezpečnosti na internetu i větší samoregulaci a transparentnost v tomto odvětví. 
K lednu 2025 NordVPN provozuje více než 7 000 serverů ve více než 118+ lokalitách.[zdroj?]

## Funkce
NordVPN směruje internetový provoz všech uživatelů přes vzdálený server provozovaný službou, čímž skrývá jejich IP adresu a šifruje všechna příchozí a odchozí data. Pro šifrování používá NordVPN ve svých aplikacích technologie OpenVPN a Internet Key Exchange v2/IPsec. Kromě běžně používaných serverů VPN nabízí poskytovatel servery pro specifické účely, včetně sdílení přes P2P sítě, dvojitého šifrování a připojení k anonymní síti Tor.
Po nějakou dobu NordVPN používala pro routery připojení L2TP/IPSec a Point-to-Point Tunneling Protocol (PPTP), ale později tyto protokoly přestala využívat, protože byly zastaralé a nedostatečně zabezpečené.
NordVPN má desktopové aplikace pro Windows, macOS a Linux i mobilní aplikace pro Android a iOS a Android TV. Předplatitelé také získají přístup k šifrovaným rozšířením proxy pro prohlížeče Chrome a Firefox. Uživatelé mohou připojit až 6 zařízení současně.
V listopadu 2018 NordVPN uvedla, že její zásady neukládání protokolů byly ověřeny auditem společnosti PricewaterhouseCoopers AG.
V červenci 2019 NordVPN vydala NordLynx, nový VPN nástroj založený na experimentálním protokolu WireGuard, jehož cílem je poskytnout lepší výkon než protokoly pro tunelování IPsec a OpenVPN. NordLynx je k dispozici uživatelům Linuxu a podle testů provedených společností Wired UK zajišťuje „za určitých podmínek zvýšení rychlosti o stovek MB/s“.
V dubnu 2020 NordVPN oznámila postupné zavedení protokolu NordLynx založeného na WireGuardu na všech svých platformách. Širší implementaci předcházelo celkem 256 886 testů na 47 virtuálních zařízeních od devíti různých poskytovatelů, v 19 městech a osmi zemích. Testy potvrdily vyšší průměrnou rychlost stahování a nahrávání než OpenVPN i IKEv2.

## Přijetí
V recenzi časopisu PC Magazine z února 2019 byla společnost NordVPN oceněna za silné bezpečnostní funkce a „rozsáhlou síť serverů“, i když její cenu recenzent vnímá jako vysokou. Recenze CNETu z března 2019 příznivě hodnotila možnost šesti simultánních připojení i možnosti vyhrazených IP adres nabízené NordVPN. V pozitivní recenzi publikované Tom's Guide v říjnu 2019 dospěl recenzent k závěru, že „NordVPN je cenově dostupná a nabízí všechny funkce, které považují za vhodné i příznivci těch nejelitnějších VPN“. Recenzent rovněž poznamenal, že podmínky poskytování služeb nezmiňují žádnou zemi jurisdikce a že společnost by mohla být ohledně svého vlastnictví transparentnější. Společnost od té doby aktualizovala své podmínky a výslovně uvádí jako zemi jurisdikce Panamu. TechRadar doporučil NordVPN k obcházení státní cenzury internetu, včetně velkého čínského firewallu. 